# إيمي رايت
إيمي رايت (بالإنجليزية: Amy Wright)‏ (و. 1950 – م) هي ممثلة من الولايات المتحدة الأمريكية . ولدت في شيكاغو .

## التعليم
تعلمت في Beloit College ‏

## روابط خارجية
- إيمي رايت على موقع IMDb (الإنجليزية)
- إيمي رايت على موقع ألو سيني (الفرنسية)
- إيمي رايت على موقع أول موفي (الإنجليزية)
- إيمي رايت على موقع قاعدة بيانات برودواي على الإنترنت (الإنجليزية)
- إيمي رايت على موقع قاعدة بيانات الأفلام السويدية (السويدية)
- إيمي رايت على موقع قاعدة بيانات الفيلم (الإنجليزية)
- إيمي رايت على موقع كينوبويسك (الروسية)